# Madam Secretary

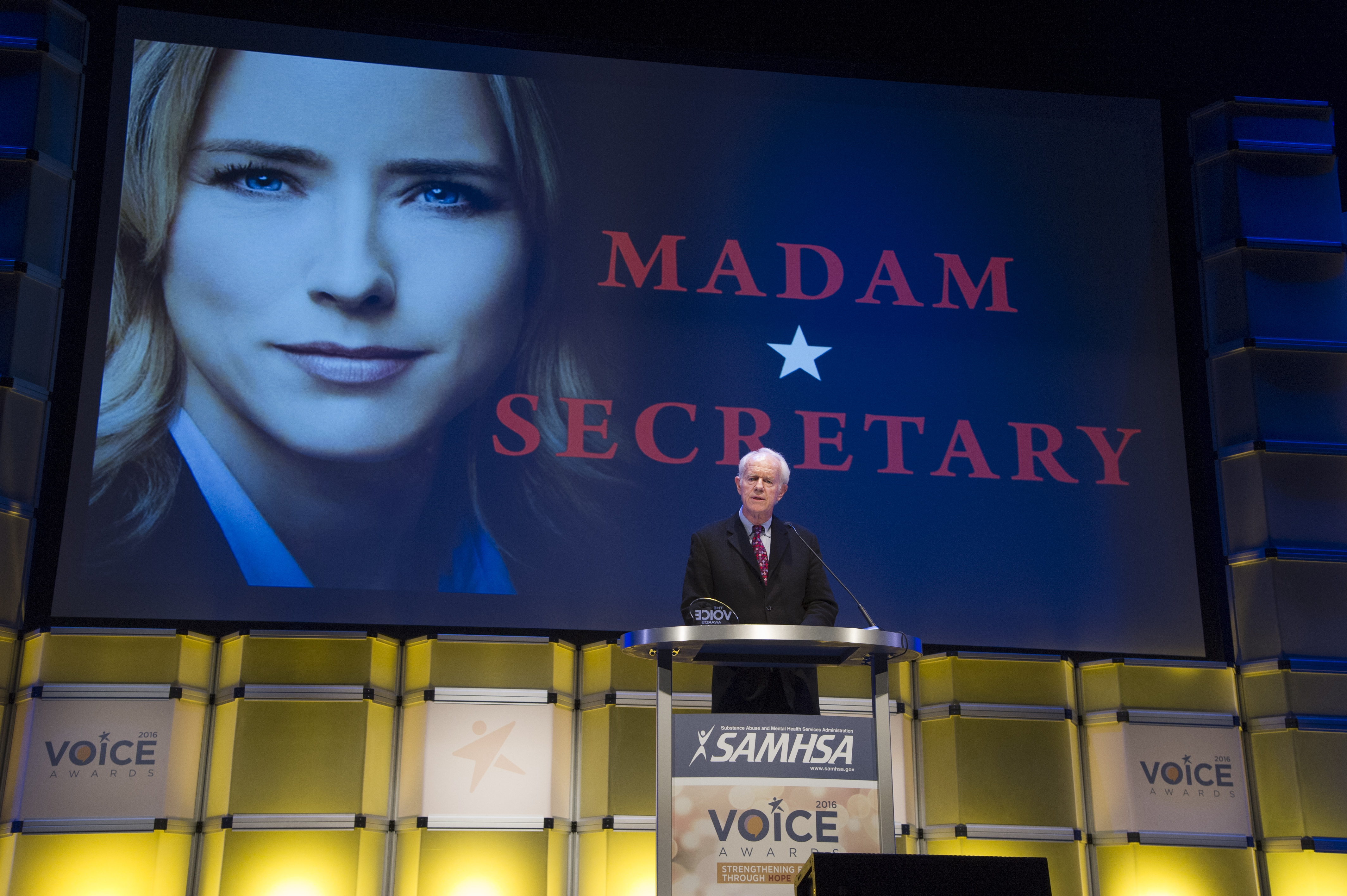
Mike Farrell entregando un Premio Voice 2016 a Moira Kirland por el programa Madam Secretary.

Madam Secretary es una serie de televisión estadounidense transmitida por CBS desde el 21 de septiembre de 2014 hasta el 8 de diciembre de 2019.

## Elenco

### Elenco principal
- Téa Leoni como Elizabeth Adams McCord.
- Tim Daly como Henry McCord.
- Bebe Neuwirth como Nadine Tolliver.
- Željko Ivanek como Russell Jackson.
- Patina Miller como Daisy Grant.
- Geoffrey Arend como Matt Mahoney.
- Erich Bergen como Blake Moran.
- Kathrine Herzer como Alison McCord.
- Evan Roe como Jason McCord.
- Wallis Currie-Wood como Stephanie "Stevie" McCord.

### Elenco recurrente
- Keith Carradine como presidente Conrad Dalton.
- Sebastian Arcelus como Jay Whitman.
- Patrick Breen como Andrew Munsey.
- Marin Hinkle como Isabelle.
- Nilaja Sun como Juliet.

## Episodios
- 1ª temporada 22 episodios
- 2ª temporada 23 episodios
- 3ª temporada 23 episodios
- 4ª temporada 22 episodios
- 5ª temporada 20 episodios
- 6ª temporada: 10 episodios